# James Michael Harvey
James Michael Harvey, född 20 oktober 1949 i Milwaukee, Wisconsin, är en amerikansk kardinal och ärkebiskop. Han är sedan 2012 ärkepräst av San Paolo fuori le Mura.

## Biografi
James Michael Harvey studerade vid Gregoriana i Rom, där han avlade doktorsexamen i kanonisk rätt. Harvey prästvigdes av påve Paulus VI den 29 juni 1975.
År 1998 utnämndes Harvey till titulärbiskop av Memfis och vigdes av påve Johannes Paulus II i Peterskyrkan den 19 mars samma år. Påven assisterades vid detta tillfälle av Angelo Sodano och Franciszek Macharski. Harvey blev även prefekt för det Påvliga hushållet. 
År 2012 utsåg påve Benedikt XVI Harvey till kardinaldiakon med San Pio V a Villa Carpegna som titeldiakonia. Samma år efterträdde han Francesco Monterisi som ärkepräst av San Paolo fuori le Mura.
Harvey deltog i konklaven 2013, vilken valde Franciskus till ny påve.